# Pubinus tomentosus
Pubinus tomentosus är en skalbaggsart som beskrevs av Müller 1776. Pubinus tomentosus ingår i släktet Pubinus och familjen Aphodiidae. Utöver nominatformen finns också underarten P. t. modicus.